# Vilken härlig syn
Vilken härlig syn är en psalmtext med två verser av Lina Sandell-Berg. 

## Publicerad som
- Nr i 730 Svenska Missionsförbundets sångbok 1920 under rubriken "Kristi återkomst".